# 総大将
総大将（そうだいしょう）とは、一軍以上編成する軍団において全軍を指揮する大将のこと。特に、一軍以上の軍団からなり複数の大将がいるとき、最高位にある者を差別化する場合、総大将ということが多い。惣大将または主将、総帥ともいう。英語ではCaptain generalと訳される。

## 総大将とは
総大将とは、およそ日本の平安時代から戦国時代にかけての合戦史上において、全軍を率いた武将を指す場合に用いる概念である。
ひとつの武士団のみで軍勢を編成する場合、総大将は武門の棟梁が自ら務めるか、或いはその一門ないし重臣など、身分の高い者の中から選抜されることも多く、陣中にあってその権限は大きかった。複数の武士団により編成された連合軍の場合、指揮系統面においてそれぞれの武士団ごとに独立しており、総大将はあくまで盟主としての地位に過ぎず比較的権限が弱かった。
しかし、いずれにしても全軍の頂点に立つ総大将の地位は武将にとり非常に魅力的であり、大名自身が総大将を務めない場合、一門や家臣の間でその地位を競うこともあった。
戦国時代になると戦国大名は自家の軍制において侍大将、足軽大将などの職制及び階層を定めたため、それらを率いるもっとも優れた武将の地位を総大将と称した。